# Teufelsbrück
Pour les articles homonymes, voir Pont du Diable.
Le Teufelsbrück (en allemand pour « pont du diable ») est un embarcadère et par extension un quartier de Hambourg, en Allemagne, qui se situe à l'ouest de la ville, entre le centre-ville et le quartier de Blankenese, autour de l'endroit où le ruisseau Flottbek se jette dans l'Elbe.
Le terme de « pont du diable » se réfère à un ancien pont sur ce même ruisseau. L'étymologie du nom serait l'ancien danois Düvelsbrück qui signifie « Double pont », transformé en allemand en Teufelsbrücke (« pont du diable ») puis Teufelsbrück ou Teufelsbrueck.

## Légende
Une légende populaire raconte aussi que le pont en question fut construit sur un gué maudit au passage duquel les roues des charrettes se brisaient sans raison apparente, d'où son nom.

## Construction
La construction de l'embarcadère remonte à 1867, quand l'État prussien propriétaire du terrain décida de le mettre en vente pour une mise en valeur industrielle. Après protestation des propriétaires des villas du bord de l'Elbe, le terrain fut concédé aux communes voisines pour la construction d'un petit port à l'embouchure du Flottbek, financé par ces riches propriétaires. Le port fut achevé en 1889 et son activité commerciale dura jusqu'en 1962. Le débarcadère est aujourd'hui utilisé par la compagnie de transports publics de Hambourg, et permet de se rendre de l'autre côté de l'Elbe, à Finkenwerder (en) par exemple.

## Galerie photo

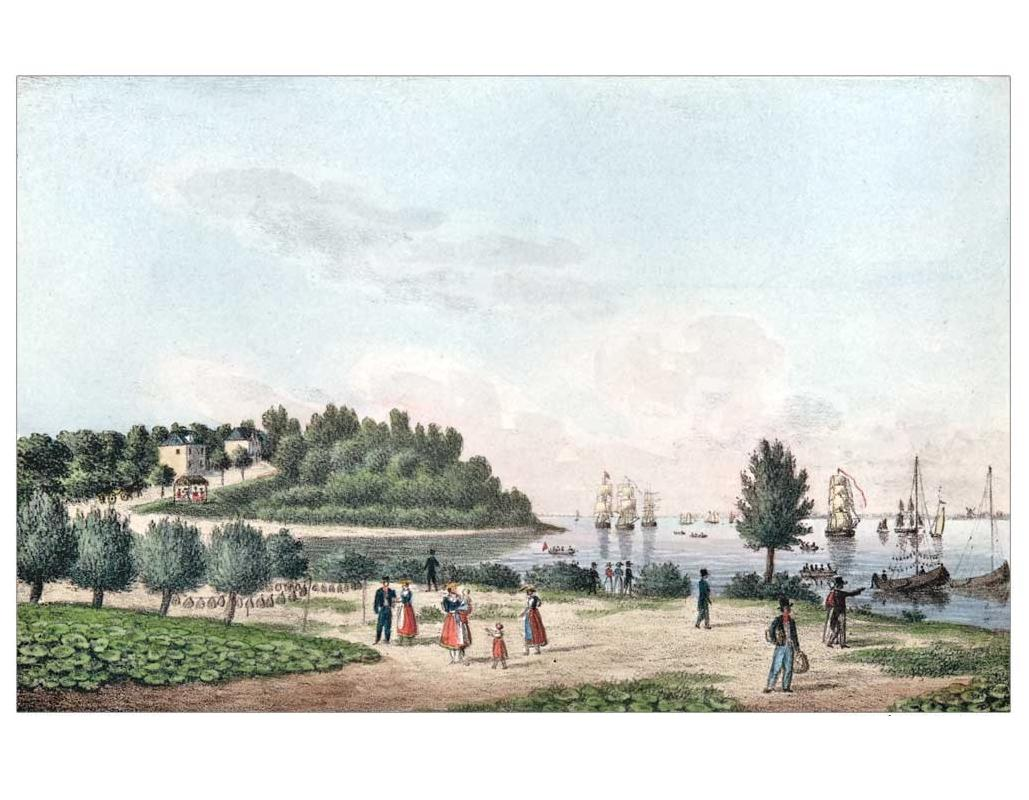
Teufelsbrücke vers 1830 ; Gebrüder Suhr
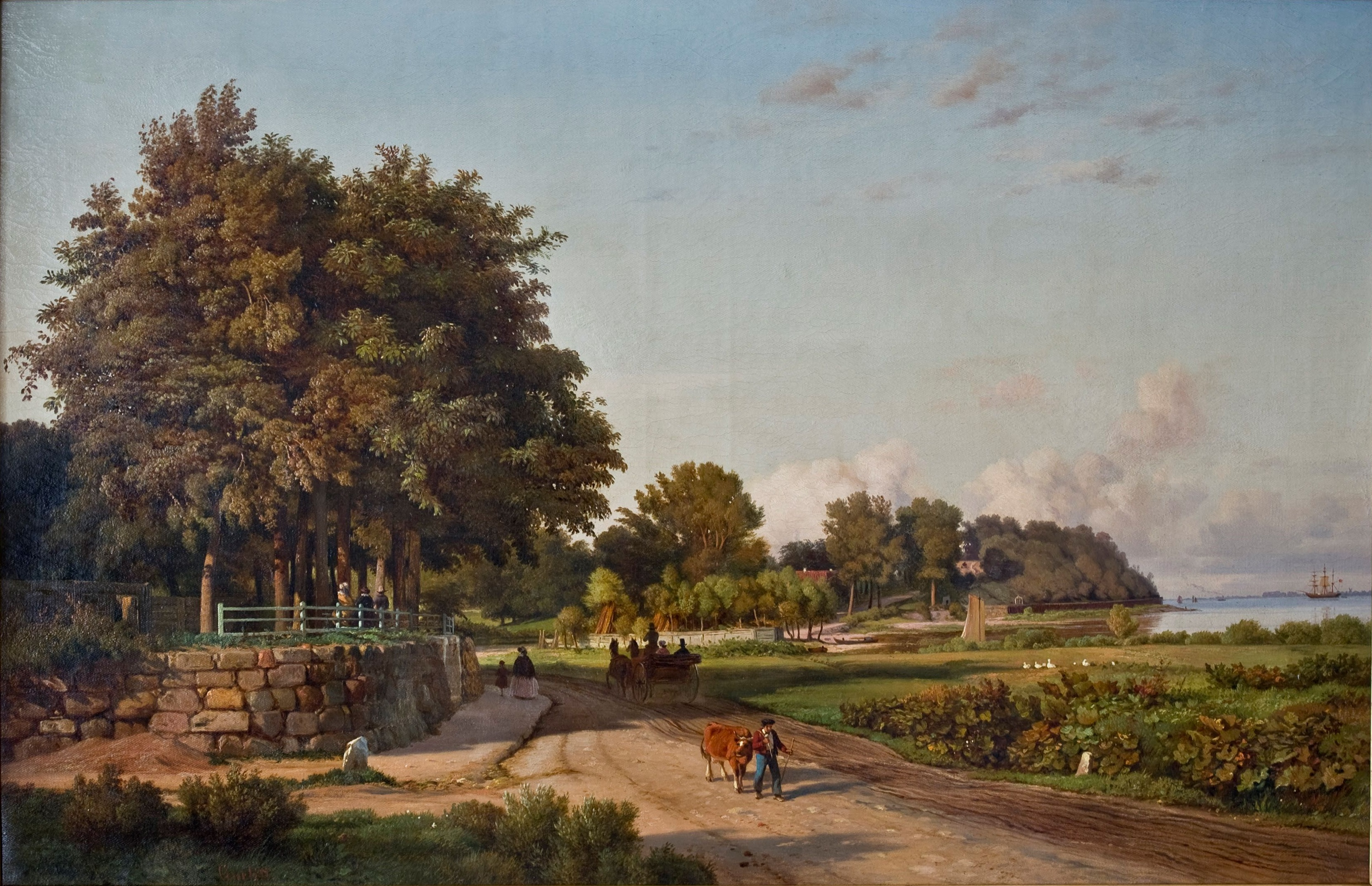
vers 1860 ; Louis Gurlitt ; Altonaer Museum
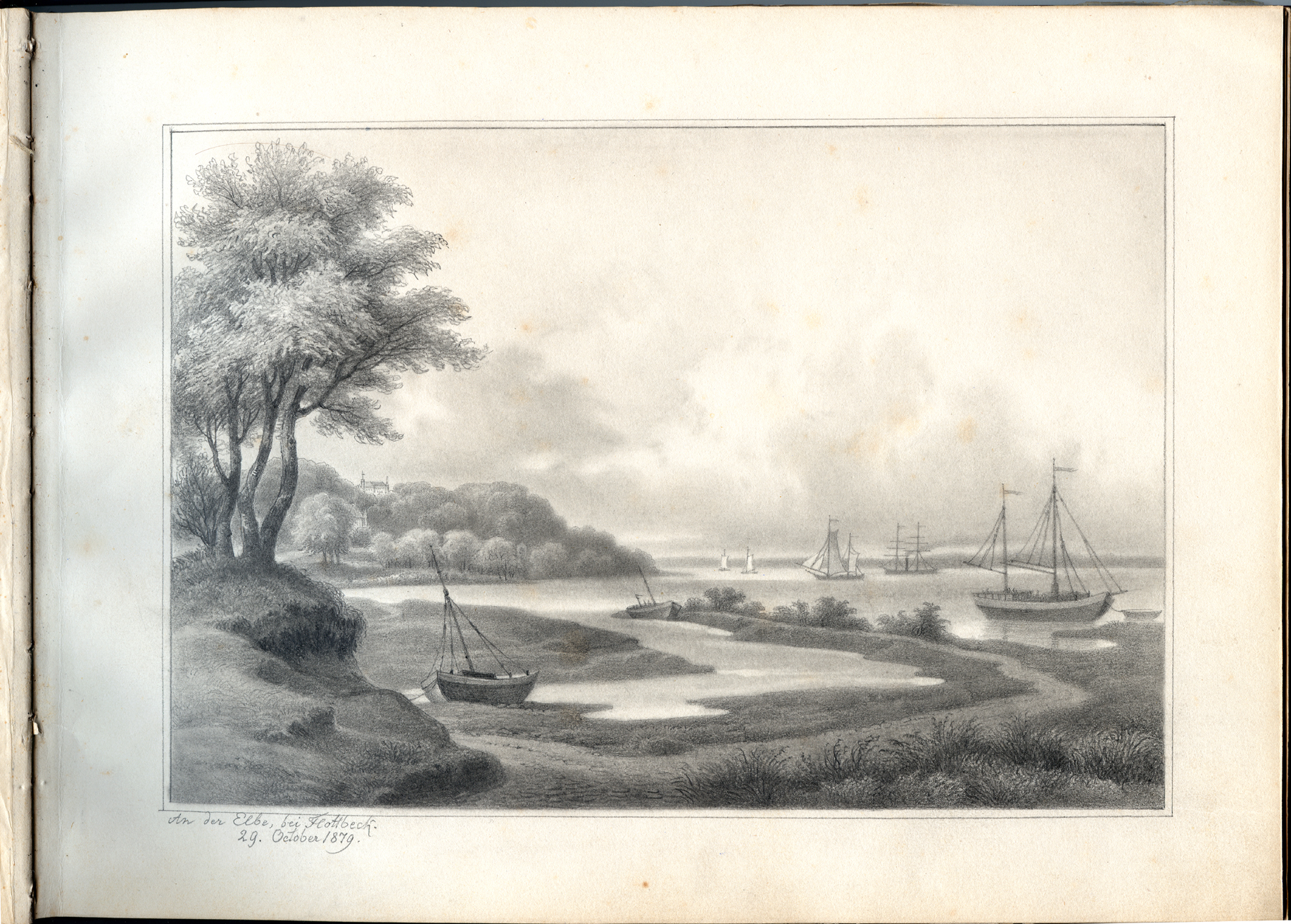
1879 ; Wilhelm Kretschmer
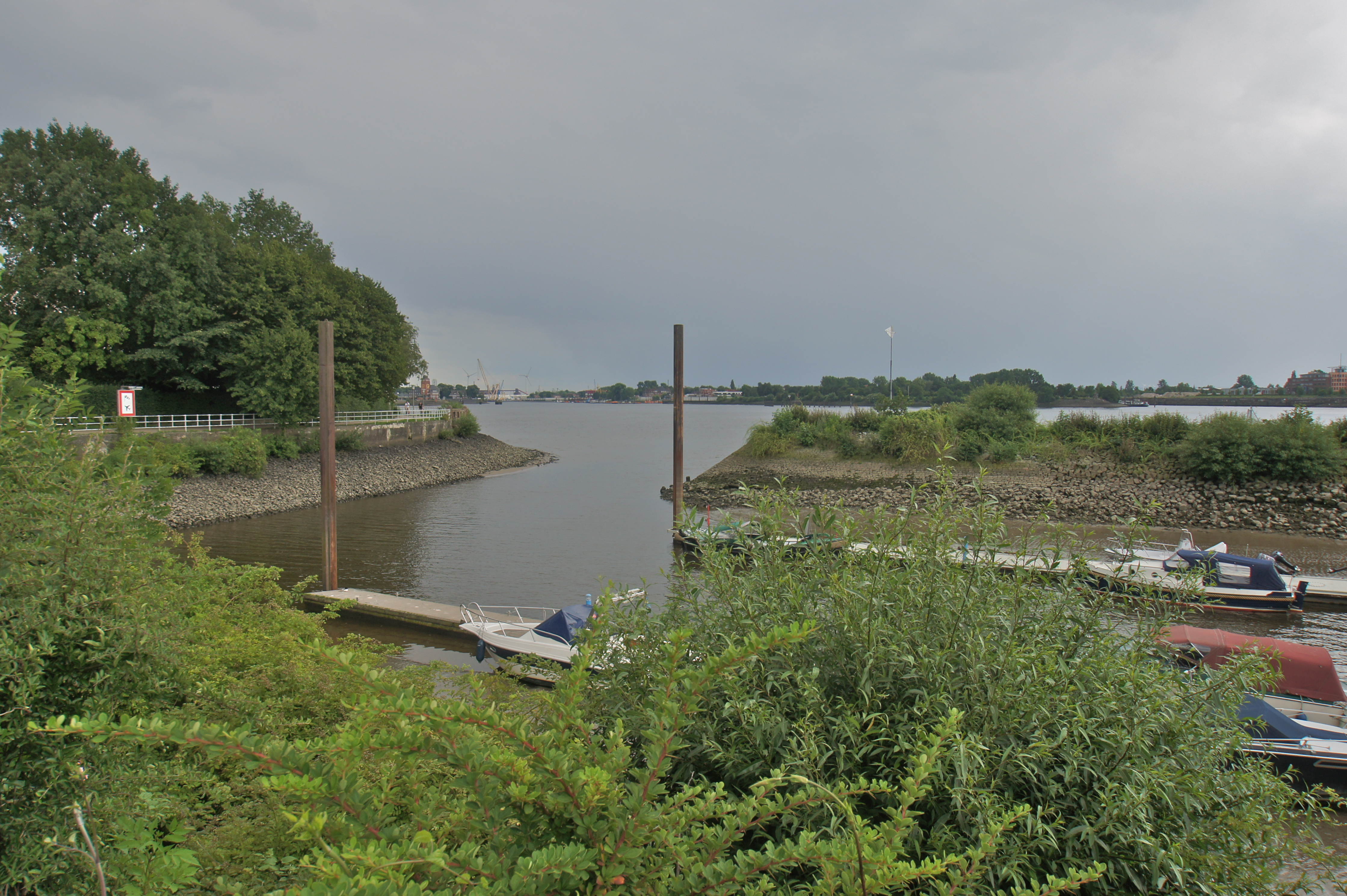
2011 ; sortie du petit port vers l'Elbe.